# Spigelia sordida
Spigelia sordida är en tvåhjärtbladig växtart som beskrevs av Francisco Javier Fernández Casas. Spigelia sordida ingår i släktet Spigelia och familjen Loganiaceae. Inga underarter finns listade i Catalogue of Life.